# Epidesma littoralis
Epidesma littoralis là một loài bướm đêm thuộc phân họ Arctiinae, họ Erebidae.